# Sukaraja (Kota Agung)
Sukaraja is een bestuurslaag in het regentschap Lahat van de provincie Zuid-Sumatra, Indonesië. Sukaraja telt 343 inwoners (volkstelling 2010).